# Čajkovica
Čajkovica je dubrovačko prigradsko naselje u Dubrovačko-neretvanskoj županiji. Administrativno pripada gradskom kotaru Komolac.

## Zemljopisni položaj
Naselje Čajkovica se nalazi ispod masiva stijena po imenu Golubov kamen, ispod lokalne ceste koja od Komolca vodi do Gornjeg Brgata, u blizini izvora rijeke Omble. Do Čajkovice je moguće doći odvojkom ceste koja od Jadranske turističke ceste prije dubrovačke marine skreće u pravcu jugoistoka, pored glavne trafostanice. Od Dubrovnika je udaljena oko 5 km.

## Povijest
Čajkovica je tijekom Domovinskog rata bila pod okupacijom JNA i četnika pa je u potpunosti opljačkana i spaljena.

## Gospodarstvo
Mještani Čajkovice se uglavnom bave poljodjelstvom, a većina stanovnika radi u Dubrovniku.

## Stanovništvo
Čajkovica prema popisu stanovništva iz 2011. godine ima 160 stanovnika Hrvata katoličke vjeroispovjesti.
| broj stanovnika | 114   | 133   | 94    | 84    | 100   | 79    | 81    | 92    | 76    | 72    | 53    | 54    | 70    | 239   | 159   | 160   | 192   |
|                 | 1857. | 1869. | 1880. | 1890. | 1900. | 1910. | 1921. | 1931. | 1948. | 1953. | 1961. | 1971. | 1981. | 1991. | 2001. | 2011. | 2021. |